# Drosanthemopsis
Genre
Classification phylogénétique
Drosanthemopsis Rauschert est un genre de plante de la famille des Aizoaceae.
Drosanthemopsis Rauschert, in Taxon 31: 555 (1982) [nom. nov.]
Type : Drosanthemopsis salaria (L.Bolus) Rauschert (Anisocalyx salarius L.Bolus)
Synonymie :
- [synonyme remplacé] Anisocalyx L.Bolus 1958, non Donati 1758

## Liste des espèces
Drosanthemopsis Rauschert est, à ce jour, un genre monotype.
- Drosanthemopsis salaria (L.Bolus) Rauschert